# Літовченко Сергій Вікторович
Не варто плутати з іншим футболістом, що виступав за «Волинь» — Літовченко Сергій Сергійович
Сергій Вікторович Літовченко (30 січня 1979, Миколаїв) — колишній український футболіст, захисник. Після завершення ігрової кар'єри — футбольний тренер. З 24 липня 2021 року — головний тренер клубу «Олімпік» (Донецьк).

## Ігрова кар'єра
Вихованець миколаївського футболу. Футбольні виступи розпочав у аматорському клубі «Гідролізник» з смт Ольшанське.
1998 року виїхав закордон, перейшовши в ризьку «Даугаву», в якій провів три сезони.
На початку 2001 року повернувся в Україну, де став виступати за аматорський клуб «Колос» з села Степове.
Перед початком сезону 2001/2002 підписав контракт з «Черкасами», які тільки-но вилетіли в другу лігу. Майже відразу футболіста помітив один з лідерів другої ліги клуб «Нафком-Академія» (Ірпінь), до якого Літовченко перейшов на початку 2002 року. В тому сезоні команда зайняло 2 місце в групі Б, а наступного Літовченко допоміг клубу здобути 1 місце і вперше в історії вийти до першої ліги. Там Сергій продовжував залишатись основним захисником команди, проте на початку 2004 року перейшов у мінське «Торпедо-СКА», де відіграв цілий сезон.
На початку 2005 року Літовченко повернувся в Україну, підписавши контракт з вищоліговою сімферопольською «Таврією». В її складі він 1 березня 2005 року у віці 26 років дебютував у Вищій лізі в домашньому матчі проти бориспільського «Борисфена» (2-1).
Влітку 2006 року перейшов у київський «Арсенал», в якому грав до кінця 2009 року, проте в жодному з сезонів не був основним захисником команди.
У лютому 2010 року підписав контракт з першоліговою «Волинню», де виступав до кінця сезону і допоміг клубі повернутися в Прем'єр-лігу, після чого перейшов в ташкентський «Локомотив», де провів ще пів року.
На початку 2011 року став гравцем першолігового «Геліоса», проте заграти в команді не зумів, провівши за пів року лише три матчі в чемпіонаті, і влітку того ж року перейшов до новачка першої ліги «Миколаєва», де провів ще пів року.
З 2012 року виступав за аматорські клуби «Буча» та «Арсенал» (Київ), а завершив кар'єру у друголіговій команді «Арсенал-Київщина» у 2015 році.

## Тренерська кар'єра
В серпні 2015 року йому запропонували роботу у тренерському штабі київського київського «Арсеналу», а вже 23 грудня 2015 року Літовченко був призначений головним тренером команди, який очолював до 22 червня 2018 року. Після того як 2018 року «каноніри» виграли першу лігу та вийшли до вищого дивізіону, Літовченка було звільнено, а на його місце призначили зіркового Фабріціо Раванеллі.
3 серпня 2018 року Літовченко очолив білоруське «Дніпро» (Могильов). Під його керівництвом "Дніпро" провело 10 матчів, в яких здобули одну перемогу, двічі зіграло внічию і 7 матчів програло, через що, за три тури до фінішу чемпіонату могильовська команда перебувала на останньому місці в турнірній таблиці, тому вже 6 листопада разом із своїм помічником Віталієм Розгоном був звільнений з посади.
Влітку 2019 року очолив вірменський «Локомотив» (Єреван), але вже у 2020 році Літовченко був довічно дискваліфікований Федерацією футболу Вірменії від будь-якої діяльності, пов'язаної з футболом, за участь в організації договірних матчів, а команда була розформована.
У жовтні 2020 року Літовченко очолив друголіговий «Рубікон» (Київ). Під його керівництвом команда фінішувала на 11-му місці своєї групи Другої ліги, після чого влітку 2021 року разом з більшою частиною гравців перейшов у «Олімпік» (Донецьк), який через фінансові проблеми відмовився від виступів в Прем’єр-лізі, відпустив усіх гравців та тренерський штаб і заявився у Першу лігу.

## Приватне життя
Має дружину Ірину та сина (2002 р.н.).